# Battaglia del Monte Pelato
La battaglia del Monte Pelato fu una battaglia della guerra civile spagnola avvenuta il 28 agosto 1936. Fu il primo impegno di un certo livello degli italiani antifascisti volontari della Colonna Italiana.
Il Monte Pelato si trova in Aragona tra Huesca e Almudévar. Nell'estate del 1936 vi si rifugiarono circa 690 miliziani franchisti.
Gli aspri combattimenti, iniziati alle cinque del pomeriggio e conclusi alle nove del mattino seguente, si risolsero con la vittoria degli italiani, al costo di grandi perdite, che sequestrarono la montagna e fecero diversi prigionieri.
Tra coloro che combatterono al Monte Pelato, ci furono il socialista Carlo Rosselli, l'anarchico Camillo Berneri, il cattolico sociale/popolare Ottorino Orlandini, Maria Zazzi e Albert O. Hirschman del POUM e Leonida Mastrodicasa; il comandante della colonna, Mario Angeloni, morì nell'azione. Persero la vita: Michele Centrone; Giuseppe Zuddas; Vincenzo Perrone; Attilio Paparotto; Andrea Colliva; Fosco Falaschi.
coordinate map: 42.08332, -0.49215